# Ekängen, Skövde
Ekängen är en stadsdel nordväst om Skövde, strax nedanför Billingens sluttning. I stadsdelen, som ligger granne med ett naturreservat, Ulveksbackarna, finns två dagis.